# 피에몬테 공

피에몬테 공 문장.

피에몬테 공(이탈리아어: Principe di Piemonte)은 사보이아가의 구성원들이 소유했던 작위다. 피에몬테 영주는 본래 대부급이었으나 1418년 후작으로 승격되었고 동시에 사보이아 백작은 사보이아 공작으로 승격되었다. 사보이아가가 사르데냐 왕국의 왕가가 되자 피에몬테 후작은 사르데냐 왕세자의 작위로서 피에몬테 공이 되었다. 사르데냐 왕국이 이탈리아 왕국으로 발전한 뒤에도 이탈리아 왕세자를 피에몬테 공이라 부르게 되었으며 나폴리 공으로 겸하여 불리게 되었다.